# Zinho
Crizam César de Oliveira Filho bedre kendt som Zinho (født 17. juni 1967 i Nova Iguaçu, Brasilien) er en tidligere brasiliansk fodboldspiller (midtbane/winger).
Han spillede for flere forskellige klubber i hjemlandet, blandt andet Flamengo, Grêmio og Palmeiras. Han var desuden udlandsprofessionel i Japan hos Yokohama og i USA hos Miami FC.

## Landshold
Zinho spillede mellem 1989 og 1998 57 kampe for det brasilianske landshold, hvori han scorede syv mål.
Han var en del af det brasilianske hold der vandt guld ved VM i 1994 i USA. Han spillede alle brasilianernes syv kampe under turneringen. Han var også en del af den brasilianske trup ved to udgaver af Copa América.